# Karel Kovařovic
Karel Kovařovic (Praga, 9 de desembre de 1862 - Praga, 6 de desembre de 1920) fou un compositor i director d'orquestra txec
De 1873 a 1879 va estudiar clarinet, arpa i piano al Conservatori de Praga. Va començar la seva carrera com a arpista. El 1900 es va convertir en el director del Teatre Nacional de Praga, sobretot a causa de l'èxit de la seva òpera Psohlavci (Els capdegos), basada en la novel·la del mateix nom (sobre Jan Sladký Kozina) d'Alois Jirásek. Va seguir Na Starém bělidle. El seu compromís al Teatre Nacional va durar vint anys, fins al 1920. Va compondre sis òperes més.
Kovařovic és recordat avui dia per les revisions que va fer a Leoš Janáček de Jenůfa per a la seva estrena a Praga, i va ser en la seva versió que l'òpera va haver de ser escoltada durant molts anys.